# Michelle Pfeiffer (singolo)
Michelle Pfeiffer è un singolo della cantante italiana Rose Villain, pubblicato il 13 maggio 2022 come secondo estratto dall'album in studio di debutto Radio Gotham. 
Il brano vede la collaborazione del rapper Tony Effe.

## Tracce
Testi di Nicolò Rapisarda e Rosa Luini, musiche di Andrea Ferrara.
1. Michelle Pfeiffer – 3:00

## Classifiche

### Classifiche settimanali
| Classifica (2022) | Posizione massima |
| ----------------- | ----------------- |
| Italia            | 32                |